# Joaquín Blake y Tovar
Joaquím Blake y Tovar (Madrid; 23 de abril de 1799 - Valladolid; el 15 de noviembre de 1866) militar español hijo de  Joaquín Blake y joyes llegó a ser Brigadier del Cuerpo de Estado Mayor del Ejército. Caballero gran Cruz de la orden de Isabel la Católica. Cruz y placa de la de San Hermenegildo.
Académico Fundador de la Real Academia de Ciencias Exactas, Físicas y Naturales 
Director de Operaciones Geodésicas de la Junta General de Estadística desde 1863.